# Aeranthes arachnites
Aeranthes arachnites är en orkidéart som först beskrevs av Louis Marie Aubert Du Petit-Thouars, och fick sitt nu gällande namn av John Lindley. Aeranthes arachnites ingår i släktet Aeranthes och familjen orkidéer. Inga underarter finns listade i Catalogue of Life.